# Вембахер, Франц
Франц Вембахер (нем. Franz Wembacher, 15 ноября 1958, Бишофсвизен, Бавария) — немецкий саночник, выступавший за сборную Германии в конце 1970-х — начале 1980-х годов. Чемпион зимних Олимпийских игр в Сараево, дважды бронзовый призёр чемпионата мира, обладатель серебряной и бронзовой медалей чемпионата Европы, многократный призёр национального первенства.

## Биография
Франц Вембахер родился 15 ноября 1958 года в коммуне Бишофсвизен, федеральная земля Бавария. Активно заниматься санным спортом начал в середине 1970-х годов, вскоре прошёл отбор в национальную сборную и вместе с Хансом Штангассингером стал принимать участие в крупнейших международных стартах, показывая довольно неплохие результаты. Так, уже в 1981 году занял третье место в общем зачёте Кубка мира, одержал победу на первенстве ФРГ и на чемпионате мира в шведском Хаммарстранде выиграл бронзовую медаль мужской парной программы. Был бронзовым призёром на чемпионате Европы 1982 года в Винтерберге, год спустя на мировом первенстве в американском Лейк-Плэсиде пополнил медальную коллекцию ещё одной бронзой, а после окончания всех кубковых этапов поднялся в мировом рейтинге сильнейших саночников до второй строки.
На чемпионате Европы в итальянской Вальдаоре Вембахер пришёл к финишу вторым, добавив в послужной список серебряную награду. Благодаря череде удачных выступлений удостоился права защищать честь страны на зимних Олимпийских играх 1984 года в Сараево, где впоследствии завоевал золотую медаль, став олимпийским чемпионом. Поскольку конкуренция в сборной на тот момент сильно возросла, вскоре Франц Вембахер принял решение завершить карьеру профессионального спортсмена, уступив место молодым немецким саночникам. Его старший брат Антон тоже был довольно известным саночником, участвовал в заездах Олимпиады 1980 года в Лейк-Плэсиде.